# Тара (река)
Вижте пояснителната страница за други значения на Тара.
Тара е река в Черна гора и Босна и Херцеговина.
Заедно с р. Пива образуват р. Дрина. Реката е издълбала втория по големина каньон в света, след Гранд каньон в САЩ, наречен на нея – Тара.